# Хэй, Джордж, 3-й граф Кинньюл
Джордж Хэй, 3-й граф Кинньюл (англ. George Hay, 3rd Earl of Kinnoull; умер в 1649 или 1650 году) — шотландский дворянин и офицер. Активный сторонник короля Карла I Стюарта во время Гражданской войны в Англии.

## Биография
Старший сын Джорджа Хэя, 2-го графа Кинньюла (ум. 1644), и Энн Дуглас (ум. 1667), дочери Уильяма Дугласа, 7-го графа Мортона. Дата его рождения не указана, но его родители поженились в 1622 году, а его младший брат Питер был крещен 11 июня 1632 года. Он унаследовал графский титул в 1644 году.
Он последовал за блестящим стратегом Джеймсом Грэмом, 1-м маркизом Монтрозом, на север, и был с ним в замке Кратес в его Абердинской экспедиции после битвы при Типпермуре в 1644 году. Лорд Кинньюл, по-видимому, затем отправился во Францию по ходатайству своей матери, чтобы его «воспитал как своего сына» его двоюродный брат, граф Карлайл. В какой-то момент он отправился дальше на север, как письмо от Елизаветы Стюарт, королевы Богемии, отправленное из Ренена 14 августа 1649 года маркизу Монтрозу в Гааге, упоминает его: «Нам ничего не остается, как ходить и стрелять. Я вырос хорошим лучником, чтобы стрелять с моим лордом Кинноулом».

## Возвращение в Шотландию
Лорд Кинньюл, вероятно, вскоре вернется в Шотландию, так как он прибыл на Оркнейские острова в сентябре с отрядом из примерно 100 датских солдат и 80 офицеров, которые собирались обучать островитян для Монтроза. В сентябре 1649 года Кинньюл отправил восторженное письмо маркизу Монтрозу, в котором сообщил ему, что он «с нетерпением ожидает, что Джеу позаботятся о своем Мессии».
Кинньюл жил у своего дяди Роберта Дугласа, 8-го графа Мортона, у которого было значительное имущество на Оркнейских островах. На следующий день после его высадки прибыл капитан Холл с кораблем, полным оружия и боеприпасов, посланным Арчибальдом Кэмпбеллом, 9-м графом Аргайллом, своим соплеменникам в Хайленде.
Историк Сэмюэл Роусон Гардинер писал:
Действительно, в октябре Дэвид Лесли поспешил на север, но у Комитета поместий не было флота, и, не имея возможности пересечь залив Пентленд-Ферт, Лесли удовольствовался тем, что оставил позади себя несколько гарнизонов, и удалился на зимние квартиры на юге. Вне досягаемости нападения врага без флота Оркнейские острова образовали неприступную крепость для роялистов, в пределах досягаемости той кельтской части Шотландии, где были одержаны предыдущие победы Монтроза
.
К несчастью для маркиза Монтроза, 12 ноября 1649 года граф Мортон умер «от неудовольствия, вызванного его племянником Джорджем, графом Кинньюлом», — пишет сэр Джеймс Балфур. Бальфур писал, что Мортон чувствовал себя ущемленным, потому что его племяннику были даны поручения, которые, по его мнению, он сам заслуживал, хотя другие историки считают, что они, возможно, были в хороших отношениях. Гардинер пишет, что Кинньюл был «хорошо принят своим дядей, графом Мортоном, который призвал островитян присоединиться к королевскому делу». В своем письме маркизу Монтрозу граф Кинньюл пишет, что он дал поручения своему дяде:
«Моему дяде, милорду Мортону, было приятно думать, что им пренебрегли, поскольку поручения по описанию страны не были немедленно возложены на него вашей светлостью. Поэтому, будучи полностью уверенным в его реальности, я настолько отказался от своих собственных интересов, что передал ему всю власть над моими поручениями, которую он был рад принять перед джентльменами этой страны, которые были созваны для получения его команд и ваших превосходительств»
.

## Смерть
Граф Кинньюл умер вскоре после своего дяди; хотя точной даты его смерти нет, есть несколько независимых хроник. Капитан Джон Гвинн писал: «Примерно через два месяца после того, как граф Кинула заболел в Бирсее, в доме графа Мортона, и там умер от плеврита; о потере которого очень сожалели, поскольку он был поистине благородным и совершенно лояльным». Чарльз Гордон, 1-й граф Абойн, писал, что смерть Кинноула произошла вскоре после его дяди: «После этого граф Мортон умер, а через несколько дней Кинньюл также умер в Киркволле на Оркнейских островах, и его наследником стал его брат». Джон Ламонт из Файфа записывает смерть Кинньюла в свой дневник в марте 1650 года, но неясно, является ли это фактической датой его смерти или датой, когда Ламонт услышал о ней.
Однако, хотя граф Кинньюл, как говорят, умер вскоре после своего дяди, Генеральная Ассамблея Церкви Шотландии сочла его живым 21 февраля 1650 года, как и в тот день Джордж, граф Кинньюл; Генри Стюарт, сын лэрда Мэйнса; Джордж Драммонд, сын лэрда Баллоха; и капитан Холл были отлучены от церкви за вторжение на Оркнейские острова и за "ужасные и вероломные заговоры против «Торжественной лиги и Ковенанта».
Джордж Хэй, 3-й граф Кинньюл, умер неженатым, и графский титул унаследовал его младший брат Уильям Хэй, 4-й граф Кинньюл.

## Титулатура
- 3-й граф Кинньюл (с 5 октября 1644)
- 3-й виконт Дапплин (с 5 октября 1644)
- 3-й лорд Хэй из Кинфаунса (с 5 октября 1644)